# Histura perseavora
Histura perseavora es una especie de polilla de la familia Tortricidae. Se encuentra en Guatemala.

## Descripción
La longitud de las alas anteriores es de 5-5,5 mm. Las alas anteriores tienen un patrón de dos tonos, y el tercio proximal más oscuro se distingue de los dos tercios distales más claros por una línea oblicua. Las alas traseras son de un blanco grisáceo.

## Alimentación
Las larvas se criaron a partir de frutas, pedicelos de frutas o ramas verdes jóvenes Persea americana. Tienen un cuerpo de color rosa crema y una cabeza de color ámbar. Las larvas adultas alcanzan una longitud de 6 a 7 mm.